# زوچکا
زوچکا (به صربی: Zvečka) یک منطقهٔ مسکونی در صربستان است که در اوبرنوواتس واقع شده‌است. زوچکا ۱۷٫۸۵ کیلومتر مربع مساحت و ۶٬۳۵۰ نفر جمعیت دارد و ۶۷ متر بالاتر از سطح دریا واقع شده‌است.